# Rozkład Laplace’a
Rozkład Laplace’a – ciągły rozkład prawdopodobieństwa nazwany na cześć Pierre’a Laplace’a.
Rozkład Laplace’a nazywany jest także czasem dwustronnym rozkładem wykładniczym, gdyż powstaje podczas odejmowania dwóch rozkładów wykładniczych. Ściślej mówiąc, jeśli {\displaystyle X_{1},X_{2}} są niezależnymi zmiennymi losowymi o rozkładzie wykładniczym z parametrem {\displaystyle \lambda =1/b,} to zmienna losowa
{\displaystyle \mu +X_{1}-X_{2}}
ma rozkład Laplace’a o średniej {\displaystyle \mu } i czynniku skali {\displaystyle b} .
Rozkład Laplace’a powstaje także, kiedy mnożymy zmienną o rozkładzie wykładniczym przez losowy znak. Dokładniej, jeśli {\displaystyle X} ma rozkład wykładniczy z parametrem {\displaystyle \lambda =1/b,} a {\displaystyle Y} ma rozkład jednostajny na zbiorze {\displaystyle \{-1,1\}} oraz zmienne {\displaystyle X,Y} są niezależne, to zmienna {\displaystyle XY} ma rozkład Laplace’a o średniej {\displaystyle 0} i skali {\displaystyle b}.